# NGC 5541
NGC 5541 est une galaxie spirale intermédiaire située dans la constellation du Bouvier. Sa vitesse par rapport au fond diffus cosmologique est de 7 846 ± 12 km/s, ce qui correspond à une distance de Hubble de 115,7 ± 8,1 Mpc (∼377 millions d'al). NGC 5541 a été découverte par l'astronome britannique William Herschel en 1788.
L'image obtenue des données du relevé SDSS montre clairement la présence d'un début de barre au centre de cette galaxie. La classification de spirale intermédiaire proposée par le professeur Seligman semble mieux décrire la morphologie de cette galaxie.
NGC 5541 renferme des régions d'hydrogène ionisé. Selon la base de données Simbad, NGC 5541 est une radiogalaxie.
En raison d'une brillance de surface égale à 11,90 mag/am2, on peut qualifier NGC 5541 de galaxie présentant une brillance de surface élevée.
Selon Abraham Mahtessian, NGC 5515 et NGC 5541 forment une paire de galaxies.

## Galaxies en interaction
En réalité, NGC 5541 est constitué de deux galaxies en en interaction gravitationnelle. L'autre galaxie au nord est PGC 4540101. Cependant, selon le professeur Seligman, cette dernière est trop pâle pour avoir été observée par Herschel et seule la galaxie au sud devrait être considérée comme étant NGC 5541.

## Supernova
La supernova SN 2006cb a été découverte dans NGC 5541 le 19 avril 2006 par N. J. Ponticello et W. Li dans le cadre du programme LOSS (Lick Observatory Supernova Search) de l'observatoire Lick. Cette supernova était de type II.